# Шибай, Сабит Халим
Сабит Халим Шибай (фамилия при рождении Сабитов, 1883 — 27 декабря 1946) — турецкий богослов и журналист татарского происхождения.

## Биография
Родился во входящей в Симбирскую губернию деревню Кече Тарханлы Лабит в семье Сабирджана Сабитова и его жены Хаят ханум. Учился в расположенной в Симбирске новометодной школе, затем в находящемся в селе Большие Тарханы медресе Халимия. Окончив русскую школу, преподавал в расположенном в Оренбурге медресе Хусаиния. В 1904 году переехал в Стамбул, там получил иджазу у улема Абдульфеттаха Дагыстанлы, у которого он прошёл обучение. В 1910 году стал выпускником Стамбульского университета, в том же году после сдачи экзамена стал сертифицированным мударисом. Ещё будучи студентом Стамбульского университета, печатался в изданиях «Сират-ы мустакыйм», а также издаваемом Эшрефом Эдипом «Себиль ур-Решад» (Путь истинного направления).
Через некоторое время вернулся в Россию. Там он женился, его избранницей стала Зулейха Абдурразакова. В октябре 1911 года вернулся в Стамбул. После возвращения в Турцию преподавал богословие в лицее Геленбеви. С 1914 года преподавал в Стамбульском университете. Воспользовавшись данным ему Зией Гёкальпом предложением, в 1915-19 годах преподавал на факультете литературы того же университета.
В 1914-18 годах издавал журнал «Ислам меджмуасы», спонсировавшийся партией «Единение и прогресс». В журнале печатались Риза Фахретдин, Муса Яруллах Биги, Зия Гёкальп, Ахмед Агаев, Ахмет Расим Аталай, Бурсалы Мехмет Тахир, Фуад Туктар, Фатих Амирхан, Мехмед Фуад Кёпрюлюзаде, О. Сейфетдин. За написанные им статьи, в которых Халим Сабит пропагандировал тюрко-исламское единство, он стал известен как «тюркист в чалме».
В 1919-39 годах занимался предпринимательской деятельностью, посетил ряд стран. В связи с началом войны вернулся в Турцию. До 1944 года принимал участие в создании «Исламской энциклопедии».
Входил в организацию «Тюрк оджагы», занимал должность секретаря Тюркского научного общества. Написал «Ильми халь» — состоящий из 4-х частей учебник по религии для школьников, также написал ряд статей для «Исламской энциклопедии». Принимал участие в создании Тюрко-татарского комитета.
В конце жизни работал в управлении по делам религий. Скончался в Анкаре 27 декабря 1946 года. Похоронен на кладбище Джебеджи Асри.